# Dobroudja du Sud
1913–1940
Entités précédentes :
- Royaume de Bulgarie

Entités suivantes :
- Royaume de Bulgarie

La Dobroudja du Sud (ou Dobrogée du Sud : Южна Добруджа, Youjna Dobrudja ou Ludogore en bulgare, Dobrogea de sud ou Cadrilater en roumain) est une région de la Bulgarie du Nord-Est. Sa limite nord (avec la Dobroudja roumaine) date de 1878 (traité de Berlin, reconfirmée en 1940 par le traité de Craiova). Sa surface dépend de sa limite sud (avec le reste de la Bulgarie) qui suit deux tracés possibles :
- historiquement elle couvre 7 412 km2 si on prend comme référence la limite, fixée par le traité de Bucarest (1913), du territoire annexé par la Roumanie de 1913 à 1916 et de 1918 à 1940, appelé Cadrilater en roumain[6] ;
- géographiquement elle compte 7 565 km2 si on la définit d’après les actuels oblasts de Dobritch et de Silistra, appelées du nom des deux principales villes de la région.

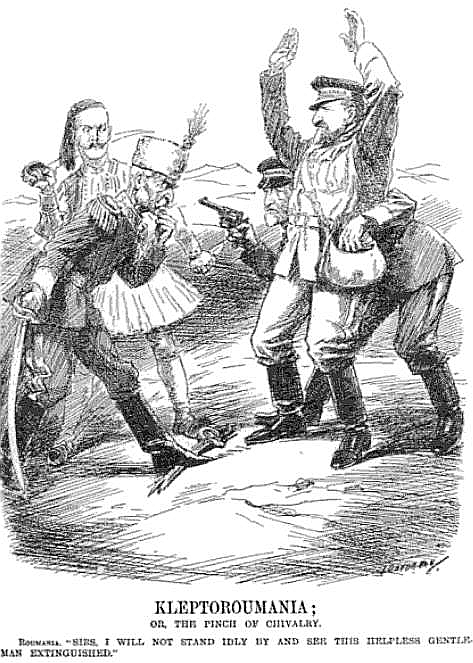
Illustration de 1913 tirée du magazine anglais Punch : « Kleptoroumania » - le roi Carol I de Roumanie pointe son pistolet sur ses homologues Petar de Serbie et Constantin de Grèce, tout en faisant les poches du roi Ferdinand de Bulgarie, et dit : Sires, je ne vais pas rester immobile et me contenter de voir dépérir ce gentleman !

En 2011, elle comptait 283 395 habitants.

## Géographie
La région se compose essentiellement d’un plateau raviné de vallées, la Ludogore dont les cours d’eau, affluents du Danube pour la plupart, sont saisonniers. Vers la mer Noire, le plateau forme une vaste plaine que des haies protègent du vent, et qui s’achève tantôt par des plages (en arrière desquelles on trouve des limans et des lacs) tantôt par des falaises alternant calcaires, grès et marnes rousses (entre Albena et le cap Kaliakra). Son climat est continental vers Tutrakan et Silistra du côté danubien (le fleuve gèle parfois en hiver, des orages se déclenchent en été) tandis qu’à Baltchik ou Kavarna, du côte maritime il est pontique c’est-à-dire méditerranéen en été (étés secs et chauds) et continental en hiver.
La région dispose de quelques industries à Tutrakan, Silistra et Dobritch, mais est surtout connue pour la richesse de ses terres agricoles ; elle est surnommée « grenier de la Bulgarie ». On y trouve la réserve naturelle de Srébarna et le site classé de Kaliakra (ancienne capitale du despotat de Dobroudja et réserve naturelle), principaux sites touristiques de la région. Le tourisme progresse très vite et les résidences secondaires poussent comme des champignons. Beaucoup appartiennent à des étrangers.

## Histoire et population

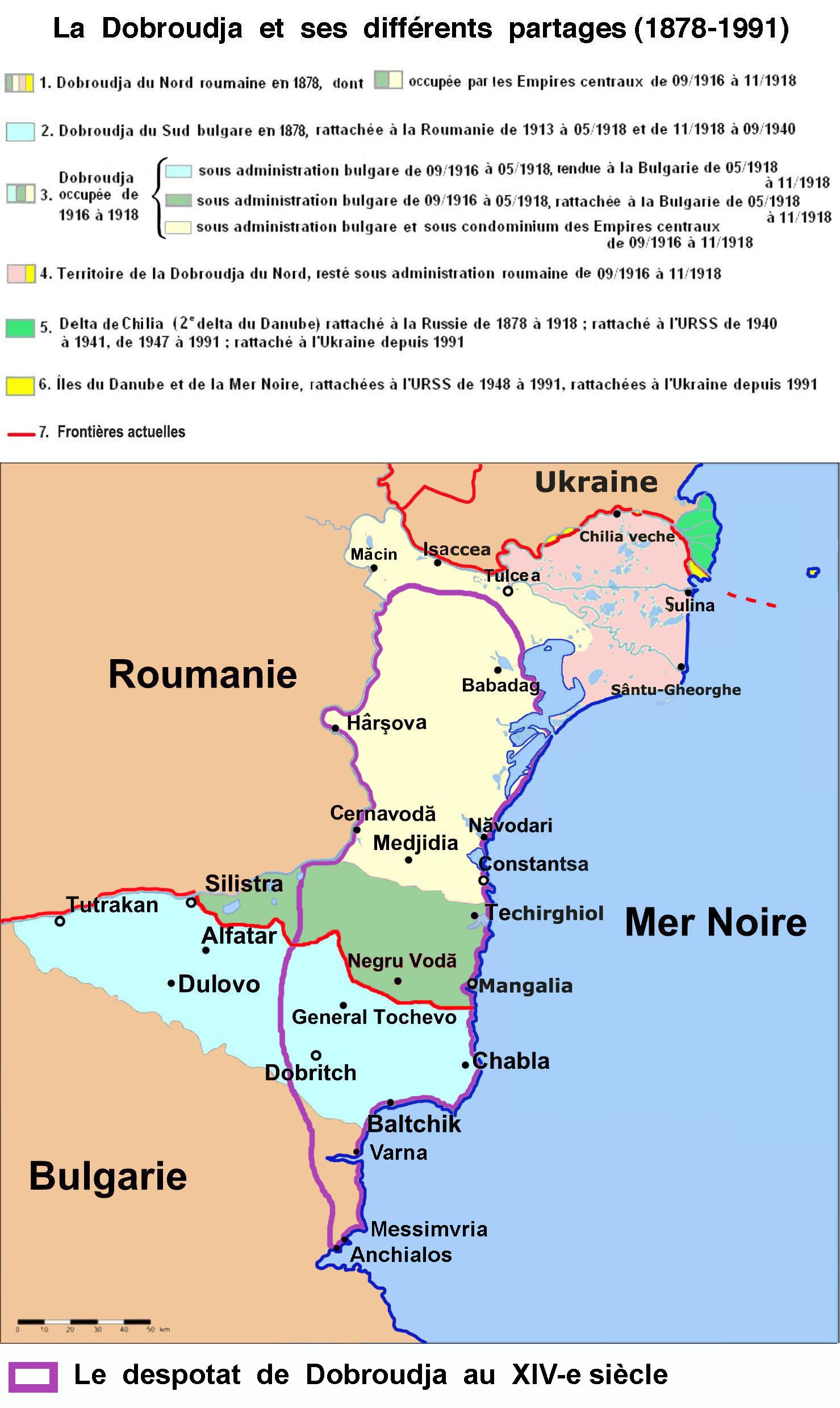
Carte des subdivisions historico-géographiques de la Dobroudja.

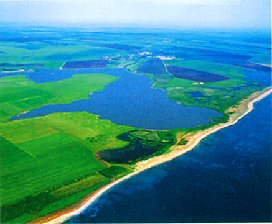
Limans entre Durankulak et le cap Shabla.

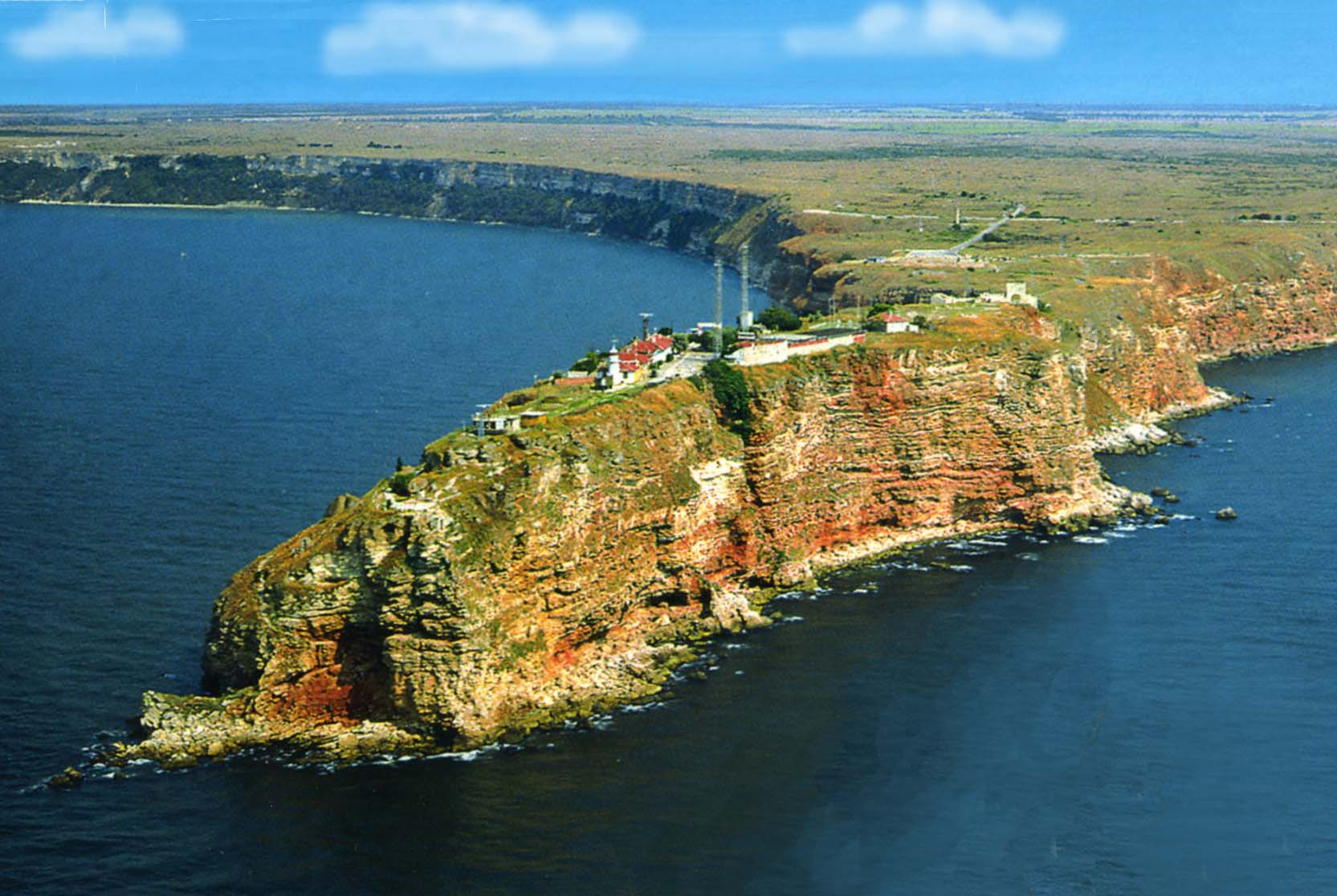
Le cap Kaliakra.

Les travaux de l’équipe archéologique d’Henriette Todorova ont révélé la civilisation de Varna-Durankulak (village frontalier de la Roumanie) qui s’est épanouie ici au Chalcolithique, il y a près de 5 000 ans : constructions en pierre, tombes richement pourvues d’offrandes en or… Après l’arrivée des Indo-Européens, l’histoire du pays est celle des Thraces, mais aussi des colons grecs sur la côte, jusqu’à la conquête par les Romains, dont l’hellénisation et la christianisation produit la civilisation byzantine.
Les Slaves arrivent ici au VIIe siècle et le pays fait partie successivement du Premier Empire bulgare, de l’Empire byzantin (918-1186), du Second Empire bulgare et, au XIVe siècle du despotat de Dobroudja qui le premier fait apparaître dans les chroniques le nom de « Dobroudja », tiré de son despote Dobrotitsa.
Après quatre siècles de domination ottomane, la Dobroudja du Sud fit partie de la Bulgarie depuis son indépendance en 1878 jusqu’à la Deuxième Guerre balkanique de 1913. L’état-major roumain profita alors des difficultés de la Bulgarie pour lui arracher la Dobroudja du sud au premier traité de Bucarest, malgré l’opposition du Parlement roumain et les protestations des députés menés par Constantin Dobrogeanu-Gherea. La Roumanie s’agrandit ainsi de 5 %, mais à un prix élevé : 6 000 morts (épidémie dans l’armée) et surtout la perte d’une amitié bulgare qui durait depuis le début du XIXe siècle, les principautés roumaines ayant servi de base arrière aux Comitadjis et la Roumanie ayant contribué en 1878, aux côtés de l’Empire russe, à la libération de la Bulgarie. S’estimant « poignardée dans le dos », la Bulgarie ne cessera de revendiquer le retour de la Dobroudja du sud qui, de surcroît, ne comptait qu’environ 3 % d’habitants roumains (à Tutrakan, Silistra, Shabla et Durankulak), de sorte que l’opinion roumaine n’a jamais considéré cette région comme légitimement « roumaine », même après que le gouvernement y ait colonisé, dans les années 1920, environ 91 000 Aroumains venus de Macédoine et Roumains venus de Moldavie et Transylvanie.
En effet, au début du XXe siècle, d’après tous les atlas de l’époque, la Dobroudja du Sud avait une population où dominaient les musulmans turcs et tatars, tandis que du côté chrétien se mêlaient des Bulgares (surtout au centre), des Roumains (le long du Danube), des Grecs (le long de la Mer Noire), des Gagaouzes (turcophones chrétiens) et des Roms (ici musulmans Cingene). Le recensement bulgare de 1910 décompte 282 007 habitants en Dobroudja du Sud, dont 134 355 (47,6 %) Bulgares (nombre incluant les Gagaouzes et les Grecs), 106 568 Turcs (37,8 %), 12 192 Tsiganes (4,3 %), 11 718 Tatars (4,1 %) et 6 484 Roumains (2,4 %).
Pendant la Première Guerre mondiale, le ressentiment bulgare se traduisit par le massacre à la baïonnette des blessés roumains de la bataille de Tutrakan (gagnée par la Bulgarie, alliée à l’Allemagne, en 1916) et par l’abattage de la statue d’Ovide à Constanza (symbole pour les Roumains de leur latinité) : épisodes l’un tragique et irréparable, l’autre comique et facilement réparé sur les ordres du général Mackensen, mais instrumentalisés par la propagande de l’État roumain, qui imprégna l’opinion roumaine de l’idée que les Bulgares seraient des barbares, tandis que les Bulgares tenaient les Roumains pour des fourbes et des traîtres. En 1918, la Bulgarie obtient au second traité de Bucarest le Sud de la Dobroudja jusqu’à une limite plus septentrionale que la frontière de 1878 et actuelle, mais dut tout rétrocéder à la Roumanie, pays allié et victorieux, en 1919.
Dans les années 1920, des échanges de populations eurent lieu dans le cadre du traité de Lausanne (1923) dont Bulgarie et Roumanie étaient co-signataires, concernant 161 000 personnes : 70 000 Turcs et Tatars furent installés en Thrace turque, à la place d’autant de Grecs qui furent installés en Grèce du Nord, d’où autant d’Aroumains vinrent en Dobroudja du Sud. Les Bulgares y restèrent cependant en majorité relative et luttèrent pour leurs droits, comme le montre le film Un été inoubliable de Lucian Pintilie, qui créa un électrochoc en Roumanie en révélant que l’administration roumaine ne se comporta pas en « civilisatrice » mais en force d’occupation répressive.
La Dobroudja du Sud fut restituée à la Bulgarie après 25 ans de régime roumain, le 7 septembre 1940 au traité de Craiova. La restitution fut suivie d’un second échange de population : environ 110 000 Aroumains et Roumains (dont ceux installés après 1913) partirent pour la Dobroudja roumaine, d'où 77 000 Bulgares vinrent les remplacer. Seule une fraction des Roumains déjà présents avant 1913 (ayant été citoyens bulgares) ont pu rester en Dobroudja du Sud, qui compte cependant encore de fortes minorités turque et rome. Les derniers Grecs sont partis pour la Grèce au fil des années 1980.
Malgré la « grande amitié prolétarienne bulgaro-roumaine » des années communistes et la construction du « pont de l’Amitié » entre Giurgiu et Ruse et malgré l’entrée simultanée des deux pays dans l’Union européenne en 2007, la méfiance réciproque créée par l’annexion de 1913 ne s’est pas complètement estompée et la situation des minorités, bulgares de Roumanie et roumaines en Bulgarie, s’en ressent encore.
Toutefois, des programmes de coopération transfrontaliers sont mis en place depuis 2007, la Dobroudja du Sud faisant partie de l’Eurorégion Roussé-Giurgiu. La frontière étant désormais ouverte, la circulation des biens, des personnes et des savoirs tend à apaiser les méfiances du passé et à resserrer les liens entre Bulgares et Roumains des deux côtés d’une frontière que même les mouvements les plus nationalistes ne remettent plus en question.